# Erromenus melanonotus
Erromenus melanonotus là một loài tò vò trong họ Ichneumonidae.